# Dinâmica musical
Dinâmica musical (do grego dynamos = força) refere-se à indicação que um compositor faz na partitura acerca da intensidade sonora com que ele quer que uma nota ou um trecho musical sejam executados.
Fisicamente, um som musical tem quatro características: duração, altura, intensidade e timbre. Altura é a frequência do som, indicada pelo compositor pela posição da nota no pentagrama. Timbre é a característica que nos permite distinguir entre uma nota de mesma altura e intensidade produzida por diferentes instrumentos, como, por exemplo, por uma flauta ou flauta transversal ou por um violino. A intensidade sonora refere-se à energia com que a onda sonora atinge nossos ouvidos. Para indicar a intensidade sonora com que ele quer que uma nota ou trecho musical seja executado, o compositor utiliza uma gradação que vai desde o molto pianissimo (intensidade sonora mínima, quase inaudível) até o molto fortissimo (o máximo de intensidade sonora que se pode obter sem danificar a voz ou o instrumento). As gradações dinâmicas mais frequentes são (da mais suave para a mais intensa):
```
ppp
 
pianississimo

pp
 
 
pianissimo

p
   
piano

mp
  
mezzo piano

mf
  
mezzo forte

f
   
forte

ff
 
 
fortissimo

fff
 
fortississimo
```

Assim, se uma letra p aparece sobre (ou sob) a nota, isso significa que o compositor quer que a nota seja executada delicadamente; um f significa que o compositor quer que a nota seja executada o mais forte possivel, ou seja, com o máximo de intensidade.

## Variação de intensidade
As variações de intensidade são indicadas por símbolos gráficos na partitura ou através de textos:
|  | Sforzando Esta marca, colocada abaixo de uma nota na partitura, denota um aumento súbito de intensidade ao longo de uma única nota.                                                      |
|  | Forzando Marca semelhante ao Sforzando. |
|  | Crescendo Um crescimento gradual do volume. Essa marca pode ser estendida ao longo de muitas notas, sob a pauta para indicar que o volume cresce gradualmente ao longo da frase musical. |
|  | Diminuendo Uma diminuição gradual do volume. Essa marca, colocada sob a pauta, pode ser estendida por várias notas como o crescendo.                                                     |

A indicação dinâmica crescendo aplicada a um trecho musical significa intensidade sonora que aumenta gradativamente desde piano até forte, ou desde pianissimo até fortissimo; o contrário é diminuendo.